# 主義者
主義者（しゅぎしゃ）とは、戦前・戦中の日本における左翼思想の持ち主に対する呼び名のひとつ。英語で「イスト」（ist）とも言う。
マルクス主義（共産主義、社会主義）や無政府主義など、左翼的なイデオロギーを持つ者全般を言い表す言葉として用いられた。日本の左翼が天皇制を否定的に規定しており、日本の朝鮮・台湾植民地支配などを強く批判していたために、反体制的な思想とみなされ特高警察などによる弾圧の対象となった。